# Sphecozone modesta
Sphecozone modesta là một loài nhện trong họ Linyphiidae.
Loài này thuộc chi Sphecozone. Sphecozone modesta được Hercule Nicolet miêu tả năm 1849.